# Yasuharu Kurata
Yasuharu Kurata, född 1 februari 1963 i Shizuoka prefektur, Japan, är en japansk tidigare fotbollsspelare.